# Страна Басков
Страна́ Ба́сков (баск. Euskal Autonomia Erkidegoa, Euskal Herria, Euskadi [eus̺kadi], исп. País Vasco),  Эуска́ди, Баско́ния — автономное сообщество на севере Испании, коренным населением которого являются баски, говорящие на неродственном испанскому баскском языке.
Автономное сообщество Страна Басков является частью одноимённого исторического региона, территория которого распространяется также на автономное сообщество Наварра (тождественное одноимённой испанской провинции) и Северную Страну Басков на юге Франции.
Столица Страны Басков — Витория-Гастейс.
Баскские земли (баск. Euskal Herria, исп. País Vasco, фр. Pays Basque) — территории традиционного расселения басков на стыке Франции и Испании, в западных Пиренеях и на побережье Бискайского залива. На этих землях используется баскский язык. Включают в себя:
- Южную Страну Басков, расположенную в Испании (баск. Hegoalde — «Юг»), она же — «Испанская Страна Басков»;
- Северную Страну Басков на юге Франции (баск. Iparralde — «Север»), она же — «Французская Страна Басков».

## Название
Название Страны Басков — Euskal Herria — происходит от словосочетания euskararen herria, то есть «страна баскского языка» (от слова euskara — самоназвания этого языка). Исторически для наименования этих земель использовалось несколько названий.
Euskadi и Euskal Herria являются официальными наименованиями Страны Басков на баскском языке в настоящее время, а Euskadi и País Vasco — её официальными наименованиями на испанском. Как указывает «Эускальцайндия», название Euskal Herria следует использовать для обозначения провинций Алавы, Бискайи, Гипускоа, Лапурди и Наварры (Нижней и Верхней), а также Субероа.
В XX веке наименования Euskadi (также в виде Euzkadi) и Euskal Herria использовались в качестве синонимов, при этом наименование Euskadi считалось националистическим, а Euskal Herria не имело никакой окраски. После смерти Франциско Франко члены «Баскской националистической партии» (баск. Euzko Alderdi Jeltzalea) продолжили называть всю Страну Басков словом Euzkadi; левые же националисты (ezker abertzalekoak) называли Испанскую Страну Басков словом Baskongadak, а всю Страну Басков, включая её французскую часть, — либо Euskadi, либо Euskal Herria.
В Верхней Наварре в XX веке слово Euskadi почти не использовалось.
Согласно Статуту автономии Страны Басков 1979 года (баск. 1979ko Euskadiko Autonomia Estatutua), полным названием Страны Басков является Euskal Herriko Autonomia Erkidegoa, на испанском языке — Comunidad Autónoma del País Vasco. Тем не менее наименования Euskadi, Euskal Autonomia Erkidegoa и EAE также продолжают использоваться; наименование Euskal Herria закреплено учреждением «Эускальцайндия», занимающимся вопросами баскского языка.

## Природа и климат
Страна Басков занимает восточную часть Кантабрийских гор (Баскские горы) со средней высотой 1000—1500 м. К Бискайскому заливу горы постепенно снижаются, образуя холмистую береговую полосу, изрезанную заливами и бухтами.
Климат умеренный, морской.
В городе Бильбао средняя температура января — +8,7 °C, средняя температура августа — +21,3 °C; осадков выпадает 1230 мм в год.
Реки коротки, но полноводны.
Имеются леса из дуба, каштана, бука и др.
- Природа Страны Басков
- Горный лес в Стране Басков
- Лиственный лес
- Баскские горы
- Сельская местность

## История
В XI—XV веках Южная (испанская) Страна Басков была под властью Королевства Наварры и под вассалитетом Королевства Кастилии.
Испанская часть Страны басков с начала XVI века вошла в состав единого Испанского государства, частично сохраняя автономию до 1876 года. Французская часть сохраняла некоторую автономию до Великой французской революции, упразднившей региональные свободы.
В соответствии с конституцией Испании 1978 года часть Испанской страны басков получила сначала временную, с января 1980 года — постоянную автономию.

## Символы
Гимн Страны Басков называется «Eusko Abendaren ereserkia», или «Gora ta Gora» „Выше и выше“. 
Флаг Страны Басков носит название Ikurrina; его название происходит от слов ikur «знак, символ» и (eg)ina «сделанный», что толкуется как „то, что было сделано символом“.

## Демография
Население Страны Басков — 2 212 628 человек (2021 год).
Генетические исследования подтвердили, что у многих западных европейцев, включая значительное число испанцев, португальцев, англичан, ирландцев и французов, есть общие корни с современными басками, которые можно обнаружить у жителей баскских областей Испании и Франции, основываясь на анализах Y-хромосомной и митохондриальной ДНК. 
Считается, что древние предки басков, обладатели этих аллелей, совершили путешествие по атлантическому побережью. Генетик Спенсер Уэллс, директор «Genographic Project» под эгидой Национального географического общества отметил, что генетически баски почти не отличаются от населения других регионов Иберийского полуострова (Пиренейского полуострова).
| №   | Город         | Население |
| 1.  | Бильбао       | 354 145   |
| 2.  | Витория       | 227 568   |
| 3.  | Сан-Себастьян | 183 308   |
| 4.  | Баракалдо     | 95 640    |
| 5.  | Гечо          | 82 327    |
| 6.  | Ирун          | 60 261    |
| 7.  | Португалете   | 49 118    |
| 8.  | Сантурсе      | 47 320    |
| 9.  | Басаури       | 45 085    |
| 10. | Рентерия      | 37 853    |

| Год         | 1857    | 1900    | 1910    | 1920    | 1930    | 1940    | 1950      | 1960      | 1970      | 1981      | 1991      | 1996      | 2001      | 2011      | 2021      |
| ----------- | ------- | ------- | ------- | ------- | ------- | ------- | --------- | --------- | --------- | --------- | --------- | --------- | --------- | --------- | --------- |
| Численность | 413 470 | 603 596 | 673 788 | 766 775 | 891 710 | 955 764 | 1 061 240 | 1 371 654 | 1 878 636 | 2 134 763 | 2 109 009 | 2 101 478 | 2 133 684 | 2 184 606 | 2 212 628 |

## Языки
В Стране Басков во всех областях деятельности используются как испанский, так и баскский языки; последний является исконным для этого региона.
Баскский язык, в отличие от остальных языков Испании, не относится к романским и вообще к индоевропейским языкам, являясь изолированным языком. Распадается на множество диалектов, часто носители разных его диалектов с трудом понимают друг друга. Наддиалектный баскский язык называется euskara batua «объединённый баскский язык».
В 1801 году этнолингвистическую экспедицию в Страну Басков совершил Вильгельм фон Гумбольдт. Научным её итогом явилась книга «Баски, или замечания, сделанные во время путешествия по Бискайе и французским баскским областям весной 1801 года, вместе с исследованиями о баскском языке и нации и кратким изложением баскской грамматики и словарного запаса».
756 000 чел, или 93,7 % всех носителей баскского языка в пределах Баскских Земель сегодня проживает в их испанской части, и ещё 6,3% носителей (50 000 чел) — в их французской части.

## Административное устройство
Автономное сообщество Страна Басков состоит из следующих провинций:
| Провинция | Адм. центр             | Население, чел. (2021) | Площадь, км² | Комарки | Кол-во муниципалитетов |
| --------- | ---------------------- | ---------------------- | ------------ | --- | ---------------------- |
| Алава     | Витория-Гастейс        | 333 485                | 3037,50      | 1. Витория-Гастейс, 2. Куадрилья-де-Айяла, 3. Куадрилья-де-Аньяна, 4. Куадрилья-де-Сальватьерра, 5. Куадрилья-де-Суйя, 6. Монтания-Алавеса, 7. Риоха-Алавеса | 51                     |
| Бискайя   | Бильбао                | 1 153 635              | 2217         | 1. Арратия-Нервион, 2. Бустурияльдеа-Урдайбай, 3. Гран-Бильбао, 4. Дурангесадо, 5. Лас-Энкартасьонес, 6. Леа-Артибай, 7. Урибе                               | 112                    |
| Гипускоа  | Доностия-Сан-Себастьян | 725 508                | 1909         | 1. Альто-Дева, 2. Бахо-Бидасоа, 3. Бахо-Дева, 4. Гойерри, 5. Сан-Себастьян, 6. Толосальдеа, 7. Урола-Коста                                                   | 88                     |

Исторический регион Страна Басков включает в себя также Автономное Сообщество Наварра (со столицей в Памплоне) и Северную Страну Басков на юге Франции.

## Политика
Парламент Страны Басков состоит из 75 депутатов, избираемых населением автономии посредством пропорциональной избирательной системы, в соответствии с которой в парламент проходят партии, получившие более 5 % голосов избирателей.
После 12 июля 2020 года в парламент прошли следующие партии:
- Баскская националистическая партия (Partido Nacionalista Vasco, PNV) — 31 место,
- «Единство Страны Басков» (Euskal Herria Bildu, EH Bildu) — 21 место,
- Социалистическая партия Страны Басков — 10 мест,
- «Подемос» — 6 мест,
- Народная Партия Страны Басков + Граждане (PP+Cs) — 6 мест,
- «Голос» (Vox) — 1 место[13].

## Экономика
В начале 1970-х годов в Стране Басков на смену аграрному производству пришли развитая промышленность и туризм. Ещё в начале 1970-х годов область пребывала в глубочайшем экономическом кризисе, но уже в конце 1980-х годов положение начало стремительно меняться в лучшую сторону. Сегодня Страна Басков — это богатый край с развитым сельским хозяйством. По последним данным, в Стране Басков насчитывается около 35 тысяч небольших ферм; животноводство с незапамятных времён является традиционным видом деятельности басков.
Один из крупнейших центров в Испании по добыче железной руды находится в провинции Бискайя. Богатые месторождения полезного ископаемого находятся в устье реки Нервьон. В Стране Басков также быстро развивается металлургическая промышленность. В Бильбао находится один из старейших и известнейших в стране металлургических комбинатов — «Альтос Орнос де Бискайя».
Основными сельскохозяйственными культурами местные жители считают пшеницу, кукурузу, ячмень, овёс и рожь — поля этих культур расположены в провинции Алава. В Ла-Риоха-Алавеса располагаются большие плантации винограда.
Наряду с животноводством, традиционным видом деятельности басков является рыболовство. Основные рыбные порты — Фуэнтерраббиа, Пасахес, Ондарроа и Бермео.
Лесные угодья — ещё одно богатство басков. Общая площадь дубовых лесов, предназначенных к вырубке, составляет около 300 тысяч гектаров.

## Транспорт

### Железнодорожный транспорт
Страна Басков обслуживается железнодорожными линиями следующих организаций:
Линии государственной железной дороги RENFE связывает Виторию с Сан-Себастьяном и Бильбао с центральной Испанией. Действует также сеть пригородных железных дорог Cercanías вокруг Бильбао и Сан-Себастьяна.
FEVE — государственные узкоколейные железные дороги Испании. Линии FEVE связывают Бильбао с Вальмаседой и Бильбао с другими регионами севера Испании.
«EuskoTren» — сеть узкоколейных железных дорог, принадлежащая правительству Страны Басков. Основная линия «EuskoTren» связывает Бильбао с Сан-Себастьяном, другие линии связывают эти города с их пригородами. Есть одна международная линия, связывающая Сан-Себастьян с Андайем (Франция).

### Городской транспорт и автобусы
Метрополитен действует в Бильбао (см. метрополитен Бильбао), трамваи — в Бильбао (см. трамвай Бильбао) и Витории. Обе трамвайные системы предоставляются организацией «EuskoTran», дочерней организацией «EuskoTren».
Основные автобусные операторы:
- «Bilbobus» — городские автобусы в Бильбао;
- «BizkaiBus» — междугородные автобусы в провинции Бискайя;
- «EuskoTren» — помимо поездов, эта компания также предоставляет междугородные автобусы.

### Авиация
В Стране Басков есть три аэропорта — аэропорт Витории, аэропорт Бильбао и аэропорт Сан-Себастьяна.

### Инфраструктура
В Стране Басков расположен уникальный Бискайский мост — «летающий паром», внесённый в список Всемирного наследия ЮНЕСКО как памятник истории техники.

## Культура
Традиционный для Страны Басков вид пения называется берчоларица (баск. bertsolaritza). Из современных музыкальных коллективов, поющих на баскском языке, наибольшую популярность за пределами Страны Басков завоевала группа «Huntza».
У басков имеются свои национальные праздники, игры (herri kirola, или «народный спорт») и национальная одежда.
- Оленцеро
- Баскский танец
- Мальчики в традиционной баскской одежде
- Игра в пелоту
- Поднятие камня (harri jasotze) — традиционный спорт Страны Басков
- Соревнование по гребле (arraunketa)
- Исполнители берчоларицы